# Melanospora leucotricha
Melanospora leucotricha är en svampart som beskrevs av Corda 1837. Melanospora leucotricha ingår i släktet Melanospora och familjen Ceratostomataceae.   Inga underarter finns listade i Catalogue of Life.